# Martinlamitzer Forst-Nord
Martinlamitzer Forst-Nord är ett kommunfritt område i Landkreis Hof i Regierungsbezirk Oberfranken i förbundslandet Bayern i Tyskland.